# Khu ủy Khu tự trị Uyghur Tân Cương
Khu ủy Khu tự trị Uyghur Tân Cương Đảng Cộng sản Trung Quốc (tiếng Trung: 中国共产党新疆维吾尔自治区委员会), viết tắt Đảng ủy Khu tự trị Uyghur Tân Cương Trung Cộng (tiếng Trung: 中共新疆维吾尔自治区党委) là cơ quan lãnh đạo Đảng Cộng sản Trung Quốc tại Khu tự trị Uyghur Tân Cương, do Đại hội Đại biểu Khu tự trị Uyghur Tân Cương Đảng Cộng sản Trung Quốc bầu ra. Khu ủy Tân Cương có chức năng thi hành nghị quyết và chỉ thị của Đại hội Đại biểu Khu tự trị Uyghur Tân Cương Trung Cộng để lãnh đạo khu tự trị. Báo cáo làm việc Ủy ban Trung ương Đảng Cộng sản Trung Quốc theo định kỳ. Bí thư Khu ủy hiện nay do Trần Toàn Quốc đảm nhiệm. Tiền nhiệm Khu ủy làPhân cục Tân Cương Trung ương Trung Cộng được thành lập tháng 11/1949.

## Lịch sử
Tháng 5/1955, Ủy ban Trung ương Đảng Cộng sản Trung Quốc quyết định thành lập Khu tự trị Uyghur Tân Cương, Phân cục Tân Cương Trung ương Đảng Cộng sản Trung Quốc bị bãi bỏ, đồng thời thiết lập Khu ủy Khu tự trị Uyghur Tân Cương Đảng Cộng sản Trung Quốc. Vào ngày 23/9, Phân cục Tân Cương Trung ương Trung Cộng đã đệ trình một danh sách Khu ủy lâm thời Khu tự trị Uyghur Tân Cương. Vào ngày 29/9, danh sách đã được phê duyệt. Ngày 1/10, Khu tự trị Uyghur Tân Cương được thành lập, đồng thời tại Urumqi đã thành lập Đảng bộ Khu tự trị Uyghur Tân Cương Đảng Cộng sản Trung Quốc, Phân cục Tân Cương Trung ương Trung Cộng chính thức bị bãi bỏ tại Tân Cương.
Từ ngày 09 đến 24/7/1956, Khu ủy lâm thời Khu tự trị Uyghur Tân Cương đã tổ chức Đại hội Đại biểu Khu tự trị Uyghur Tân Cương Đảng Cộng sản Trung Quốc lần thứ nhất tại Urumqi. Đề xuất đại biểu gồm 525 người, danh sách thăm dự gồm 84 đại biểu, đại diện cho 61,164 Đảng viên Khu tự trị. Chương trình nghị sự của Đại hội Đại biểu Khu ủy: 1 xem xét các báo cáo Khu ủy Khu tự trị Uyghur Tân Cương. Kết luận, thảo luận và quyết định các nhiệm vụ trong tương lai; 2 bầu cử của Khu ủy Khu tự trị Uyghur Tân Cương; 3 bầu cử đại biểu tham dự Đại hội Đại biểu Toàn quốc Đảng Cộng sản Trung Quốc khóa VIII. Ngày 26/7, Khu ủy Khu tự trị Uyghur Tân Cương đã tổ chức phiên họp toàn thể lần thứ nhất để bầu 13 ủy viên Ủy ban Thường vụ và 5 ủy viên Ban bí thư.

## Lãnh đạo Khu ủy

### Giai đoạn 1949-1955
- Bí thư Phân cục Tân Cương Trung ương Trung Cộng

- Vương Chấn (1949_1950)

- Bí thư thứ nhất Phân cục Tân Cương Trung ương Trung Cộng

- Vương Chấn (1950-1952)
- Vương Ân Mậu (1952-1955)′

### Giai đoạn 1955-1966
- Bí thư thứ nhất Khu ủy Khu tự trị Uyghur Tân Cương Trung Cộng

- Vương Ân Mậu (1955-1966)

### Thời kỳ Cách mạng Văn hóa
- Bí thư thứ nhất Khu ủy Khu tự trị Uyghur Tân Cương Trung Cộng

- Khuyết (1966-1970)

- Tổ trưởng Tiểu tổ Khảo xét Tư tưởng Ủy ban Cách mạng Khu tự trị Uyghur Tân Cương Trung Cộng

- Long Thư Kim (1970-1971)

### Giai đoạn hậu Cách mạng Văn hóa
- Bí thư thứ nhất Khu ủy Khu tự trị Uyghur Tân Cương Trung Cộng

- Long Thư Kim (1971-1972)
- Saifuddin Azizi (quyền) (1972-1973)

### Giai đoạn từ 1973-nay
- Bí thư thứ nhất Khu ủy Khu tự trị Uyghur Tân Cương Trung Cộng

- Saifuddin Azizi (1973-1978)
- Uông Phong (1978-1981)
- Vương Ân Mậu (1981-1985)

- Bí thư Khu ủy Khu tự trị Uyghur Tân Cương Trung Cộng

- Tống Hán Lương (1985-1994)
- Vương Lạc Tuyền (1994-2010)
- Trương Xuân Hiền (2010-2016)
- Trần Toàn Quốc (2016-nay)

## Tổ chức trực thuộc
Ủy ban cấp hạt trực thuộc ủy ban khu tự trị:
- Thành ủy Urumqi Khu ủy Tân Cương Trung Cộng (tên gốc: Ủy ban Thành phố Urumqi Khu tự trị Uyghur Tân Cương Đảng Cộng sản Trung Quốc)
- Thành ủy Karamay Khu ủy Tân Cương Trung Cộng
- Thành ủy Turpan Khu ủy Tân Cương Trung Cộng
- Thành ủy Kumul Khu ủy Tân Cương Trung Cộng
- Châu ủy Ili Khu ủy Tân Cương Trung Cộng (Ủy ban Châu tự trị Ili Đảng Cộng sản Trung Quốc)
- Châu ủy Xương Cát Khu ủy Tân Cương Trung Cộng (Ủy ban Châu tự trị Hồi tộc Xương Cát Đảng Cộng sản Trung Quốc)
- Châu ủy Bortala Khu ủy Tân Cương Trung Cộng (Ủy ban Châu tự trị Mông Cổ Bortala Đảng Cộng sản Trung Quốc)
- Châu ủy Kizilsu Khu ủy Tân Cương Trung Cộng (Ủy ban Châu tự trị Kyrgyz Kizilsu Đảng Cộng sản Trung Quốc)
- Châu ủy Bayingolin Khu ủy Tân Cương Trung Cộng (Ủy ban Châu tự trị Mông Cổ Bayingolin Đảng Cộng sản Trung Quốc)
- Khu ủy Aksu Khu ủy Tân Cương Trung Cộng (Ủy ban Địa khu Aksu Đảng Cộng sản Trung Quốc)
- Khu ủy Kashgar Khu ủy Tân Cương Trung Cộng
- Khu ủy Hotan Khu ủy Tân Cương Trung Cộng

Tổ chức trực thuộc Khu ủy:
- Ủy ban Kiểm tra Kỷ luật Khu ủy Tân Cương
- Văn phòng Khu ủy Tân Cương
- Ban Mặt trận Thống nhất Trung ương Khu ủy Tân Cương
- Đảng ủy Binh đoàn sản xuất và xây dựng Tân Cương
- Ủy ban Chính trị Pháp luật Khu ủy Tân Cương
- Ban Tổ chức Khu ủy Tân Cương
- Ban Tuyên truyền Khu ủy Tân Cương